# Bernhardinerinnenkloster Collombey

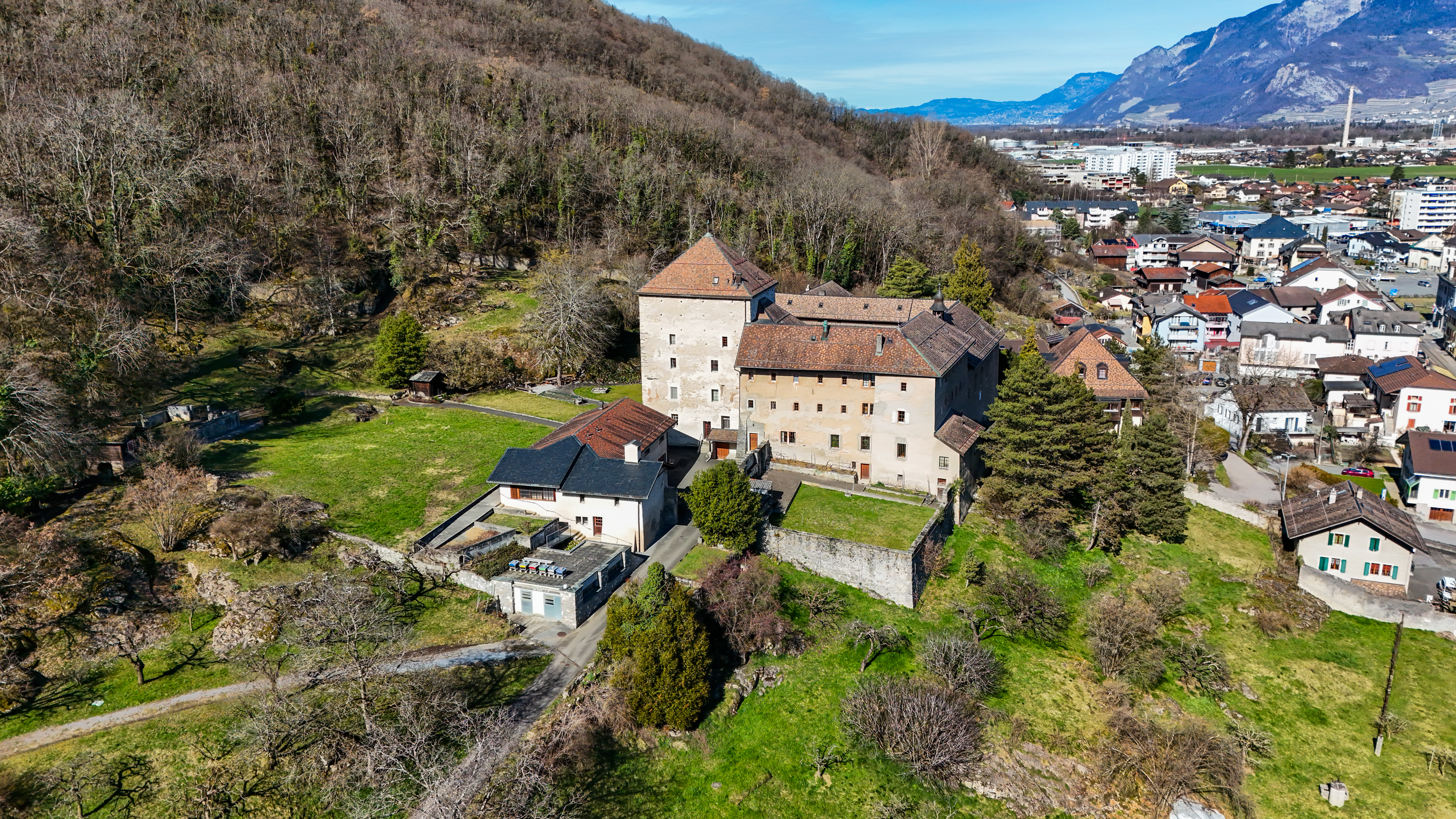

Das Bernhardinerinnenkloster Collombey ist seit 1647 ein Schweizer Kloster der Reformierten Bernhardinerinnen von der Göttlichen Vorsehung in Collombey-Muraz, Bistum Sitten.

## Geschichte
Die von Louise de Ballon 1622 in Rumilly (Haute-Savoie) gegründeten Reformierten Bernhardinerinnen griffen 1626 nach La Roche-sur-Foron aus, siedelten 1629 von dort in Saint-Maurice VS, zogen 1634 weiter nach Monthey und liessen sich 1647 endgültig im Schloss Arbignon in Collombey nieder, wo sie als letztes und einziges Kloster der Kongregation (Kloster Notre-Dame de Saint-Joseph d’Arbignon oder Monastère de Collombey) noch heute bestehen. Die 1935 von ihnen ausgegangene Besiedelung des Klosters Géronde (Gerunden) wurde 2008 als selbständiges Priorat in den Zisterzienserorden der Strengeren Observanz aufgenommen.